# 〜転生〜
『〜転生〜』（てんせい）は、日本の男性歌手まふまふの1stトリビュート・アルバム。2022年3月30日発売。発売元はA-Sketch。

## 概要
まふまふの初となるトリビュート・アルバム。10周年企画として行われたものであり、2021年11月29日に自身のTwitter上にて発表した。アルバムの形態としてはコンピレーション・アルバムであるために作曲家によるリアレンジと歌手によるカバーとなり、まふまふ自身はこのアルバム収録曲には直接関与していない。ただし、自身が「まぬんちゃん」と女性声のみで歌った形でカバーに参加する。
2021年11月29日にアルバムの発表と共に参加アーティストの第一弾が発表された。2022年1月21日にはジャケットイラストが公開。イラストはボーカロイド「IA」のイラストも担当した赤坂アカが担当する。同年2月15日には参加アーティストの追加発表が行われた。
2022年2月19日にアルバム収録曲が発表されると共にまふまふのスタッフTwitterアカウント上で「イントロクイズ」形式での編曲家と歌手の組み合わせを公開されることが発表された。2022年3月12日に全編曲者と歌手、収録曲順が発表された。
2022年3月7日にアルバムの発売日が予定されていた3月23日から制作の都合上延期して、3月30日に発売されることが発表された
。

## 収録曲
| #   | タイトル                       | 作詞     | 作曲               | 編曲           | 歌手                      |
| --- | ------------------------------ | -------- | ------------------ | -------------- | ------------------------- |
| 1.  | 「ベルセルク」                 | まふまふ | まふまふ           | Neru           | 西川貴教                  |
| 2.  | 「罰ゲーム」                   | まふまふ | まふまふ           | syudou         | 志麻                      |
| 3.  | 「輪廻転生」                   | まふまふ | まふまふ           | 堀江晶太       | 天月                      |
| 4.  | 「立ち入り禁止」               | まふまふ | まふまふ           | Ayase          | Ado                       |
| 5.  | 「おとといきやがれ」           | まふまふ | まふまふ           | 三矢禅晃       | luz                       |
| 6.  | 「イカサマダンス」             | まふまふ | まふまふ           | 三矢禅晃       | うらたぬき                |
| 7.  | 「女の子になりたい」           | まふまふ | まふまふ、田中秀和 | かいりきベア   | そらる                    |
| 8.  | 「夢のまた夢」                 | まふまふ | まふまふ           | かいりきベア   | 不破湊                    |
| 9.  | 「曼珠沙華」                   | まふまふ | まふまふ           | Giga           | あらき、nqrse、めいちゃん |
| 10. | 「君色々移り」                 | まふまふ | まふまふ           | 田中秀和       | 浦島坂田船                |
| 11. | 「林檎花火とソーダの海」       | まふまふ | まふまふ           | 150P           | 天月                      |
| 12. | 「朧月」                       | まふまふ | まふまふ           | 羽生まゐご     | センラ                    |
| 13. | 「ショパンと氷の白鍵」         | まふまふ | まふまふ           | 佐々木裕       | となりの坂田。            |
| 14. | 「鏡花水月」                   | まふまふ | まふまふ           | 宇都圭輝       | Sou                       |
| 15. | 「ひともどき」                 | まふまふ | まふまふ           | カンザキイオリ | そらる                    |
| 16. | 「すーぱーぬこになれんかった」 | まふまふ | まふまふ           | 田中秀和       | まぬんちゃん              |

## 初出
| #   | 曲名                       | 初出作品                                             | 発売日         | 品番                          | 備考 |
| --- | -------------------------- | ---------------------------------------------------- | -------------- | ----------------------------- | --- |
| 01  | ベルセルク                 | After the Rain 1stアルバム「クロクレストストーリー」 | 2016年4月13日  | GNCL-1262 GNCL-1263 GNCL-1264 | あげいん&雪見のアルバム「unique」に楽曲提供                                                                                          |
| 02  | 罰ゲーム                   | 4thアルバム「明日色ワールドエンド」                  | 2017年10月18日 | GNCL-1274 GNCL-1275 GNCL-1276 | コンピレーションアルバム「Boost!」並びに灯油のアルバム「セカンドハート」に楽曲提供                                                   |
| 03  | 輪廻転生                   | 4thアルバム「明日色ワールドエンド」                  | 2017年10月18日 | GNCL-1274 GNCL-1275 GNCL-1276 | |
| 04  | 立ち入り禁止               | 4thアルバム「明日色ワールドエンド」                  | 2017年10月18日 | GNCL-1274 GNCL-1275 GNCL-1276 | |
| 05  | おとといきやがれ           | 未収録                                               | -              | -                             | |
| 06  | イカサマダンス             | デジタルシングル「イカサマダンス」                   | 2021年1月10日  | -                             | |
| 07  | 女の子になりたい           | 5thアルバム「神楽色アーティファクト」                | 2019年10月16日 | AZZS-90 AZZS-91 AZCS-1082     | Billboard Japan Hot 100 85位 |
| 08  | 夢のまた夢                 | 4thアルバム「明日色ワールドエンド」                  | 2017年10月18日 | GNCL-1274 GNCL-1275 GNCL-1276 | ゆいこんぬのアルバム「夢見がちなクリームパッフル」に楽曲提供                                                                         |
| 09  | 曼珠沙華                   | 5thアルバム「神楽色アーティファクト」                | 2019年10月16日 | AZZS-90 AZZS-91 AZCS-1082     | |
| 010 | 君色々移り                 | 風男塾 20thシングル「君色々移り」                    | 2018年6月13日  | TECI-620                      | 風男塾のシングル「君色々移り」に楽曲提供                                                                                             |
| 011 | 林檎花火とソーダの海       | 3rdアルバム「闇色ナイトパレード」                    | 2015年4月25日  | -                             | |
| 012 | 朧月                       | 5thアルバム「神楽色アーティファクト」                | 2019年10月16日 | AZZS-90 AZZS-91 AZCS-1082     | |
| 013 | ショパンと氷の白鍵         | あほの坂田。 1stアルバム「君と歩んだ坂道」           | 2014年12月30日 | -                             | 3rdアルバム「闇色ナイトパレード」にも収録 あほの坂田。のアルバム「君と歩んだ坂道」に楽曲提供 Souのアルバム「水奏レグルス」に楽曲提供 |
| 014 | 鏡花水月                   | センラ 1stアルバム「non defective」                  | 2016年4月30日  | -                             | センラのアルバム「non defective」に楽曲提供                                                                                          |
| 015 | ひともどき                 | デジタルシングル「ひともどき」                       | 2021年1月10日  | -                             | |
| 016 | すーぱーぬこになれんかった | 5thアルバム「神楽色アーティファクト」                | 2019年10月16日 | AZZS-90 AZZS-91 AZCS-1082     | |